# KkStB 160 sorozat
A  kkStB 160 sorozat egy túlhevített gőzű kompaund tehervonati szerkocsisgőzmozdony-sorozat volt a cs. kir. osztrák Államvasutaknál (k.k. österreichisen Staatsbahnen, kkStB).
A jól bevált kkStB 60 sorozat túlhevítős változatát építette meg Karl Gölsdorf, amely a 160 sorozatjelet kapta. Amint az Gölsdorfnál szokásos volt, a túlhevítőfelület nem volt túl nagy, így a gőz nem volt túl magas hőmérsékletű, így nem volt szükség drága, csak külföldről beszerezhető kenőolajokra. A mozdony egyéb méretei megegyeztek a KkStB 60 sorozatéval, egyedül a gőznyomás volt nagyobb. Ezenkívül a mozdony kinézetét javította, hogy Gölsdorf elhagyta a 60-as sorozat dupla dómját az összekötőcsővel és egyszerű dómot alkalmazott.
A kkStB 1909-1910-ben 46 mozdonyt sorolt be 160 sorozatba. A mozdonyokat a Bécsújhelyi Mozdonygyár és az Első Cseh-Morva Gépgyár (Böhmisch-Mährischen Maschinenfabrik BMM) szállította. Öt kivételével, amely Linzbe és Innsbruckba volt állomásítva, a többi mozdony Krakkó, Lemberg és Stanislaw fűtőházaiba voltak beosztva.
Az első világháború után a mozdonyok a Lengyel Államvasutakhoz a PKP Ti16 sorozatba, és az Olasz Államvasutakhoz az FS 605 sorozatba kerültek, továbbá egy db a MÁV-hoz MÁV 330.901 pályaszámon.
A második világháború alatt a Német Birodalmi Vasút (Deutsche Reichsbanhn, DRB) a PKP 160-asokat az 54.0 sorozatba osztotta be.

## Fordítás
- Ez a szócikk részben vagy egészben  a   kkStB 160 című német Wikipédia-szócikk fordításán alapul.  Az eredeti cikk szerkesztőit annak laptörténete sorolja fel. Ez a jelzés csupán a megfogalmazás eredetét és a szerzői jogokat jelzi, nem szolgál a cikkben szereplő információk forrásmegjelöléseként. Az eredeti szócsikk forrásai szintén ott találhatóak.